# Carlos Sorín
Pour les articles homonymes, voir Sorín.
Carlos Sorín est un réalisateur, scénariste, directeur de la photographie et producteur argentin né en 1944 à Buenos Aires (Argentine).

## Biographie
Carlos Sorín est né en 1944 à Buenos Aires en Argentine. Il a étudié la physique à l'Université de Buenos Aires, et il s'est initié comme assistant dans le cinéma de La Boca[réf. nécessaire]. Il est le père de Nicolás Sorín, qui a composé la musique de plusieurs de ses films (dont Historias mínimas, Bombón el Perro et Joel, une enfance en Patagonie).

## Filmographie

### Comme réalisateur
Cinéma
- 1986 : La Era del ñandú
- 1986 : Le Film du roi (La película del rey)
- 1989 : Eversmile, New Jersey
- 2002 : Historias mínimas
- 2004 : 18-j (en)
- 2004 : Bombón el Perro (El Perro)
- 2006 : El camino de San Diego
- 2009 : La Fenêtre (La Ventana)
- 2011 : El gato desaparece (en)
- 2012 : Jours de pêche en Patagonie (Días de pesca)
- 2018 : Joel, une enfance en Patagonie (Joel)

Télévision
- 2003 : Ensayo
- 2005 : Manos libres - El caso del bebé de los Perales

### Comme scénariste
- 1986 : La Película del rey
- 1989 : Eversmile, New Jersey
- 2004 : Bombón el Perro (El Perro)
- 2006 : El camino de San Diego
- 2012 : Jours de pêche en Patagonie (Días de pesca)
- 2018 : Joel, une enfance en Patagonie (Joel)

### Comme directeur de la photographie
- 1970 : Este loco verano (es)
- 1971 : La familia unida esperando la llegada de Hallewyn (es)
- 1971 : El adentro (es)

### Comme producteur
- 2006 : El camino de San Diego

## Distinctions
- Montgolfière d'or au Festival des trois continents 2004 pour Bombón el Perro.